# Championnats du monde vétérans d'athlétisme
Les Championnats du monde vétérans d'athlétisme sont une compétition bisannuelle organisée par World Masters Athletics.
Les athlètes ayant au moins 35 ans peuvent concourir.

## Éditions

### En plein air
| N° | Année | Ville           | Pays                 | Lieu                                     | Date                   |
| -- | ----- | --------------- | -------------------- | ---------------------------------------- | ---------------------- |
| 25 | 2024  | Göteborg        | Suède                | Slottsskogsvallen & Stade Ullevi         | 13-25 août             |
| 24 | 2022  | Tampere         | Finlande             | Stade Ratina                             | 29 juin-10 juillet     |
| 23 | 2018  | Malaga          | Espagne              | Estadio Ciudad de Málaga                 | 4-16 septembre         |
| 22 | 2016  | Perth           | Australie            | West Australian Athletics Stadium        | 26 octobre-6 novembre  |
| 21 | 2015  | Lyon            | France               | Stade de Balmont                         | 4-16 août              |
| 20 | 2013  | Porto Alegre    | Brésil               | Centro Estadual de Treinamento Esportivo | 15-27 octobre          |
| 19 | 2011  | Sacramento      | États-Unis           | Hornet Stadium                           | 6-17 juillet           |
| 18 | 2009  | Lahti           | Finlande             | Lahden Stadion                           | 28 juillet-8 août      |
| 17 | 2007  | Riccione        | Italie               | Stadio Italo Nicoletti                   | 4-15 septembre         |
| 16 | 2005  | Saint-Sébastien | Espagne              | Stade d'Anoeta                           | 22 août-3 septembre    |
| 15 | 2003  | Carolina        | Porto Rico           | Stade Roberto-Clemente                   | 1er-13 juillet         |
| 14 | 2001  | Brisbane        | Australie            | Queensland Sport and Athletics Centre    | 1er-14 juillet         |
| 13 | 1999  | Gateshead       | Royaume-Uni          | International Stadium                    | 29 juillet-8 août      |
| 12 | 1997  | Durban          | Afrique du Sud       | Kings Park Stadium                       | 17-27 juillet          |
| 11 | 1995  | Buffalo         | États-Unis           | Université de Buffalo                    | 13-23 juillet          |
| 10 | 1993  | Miyazaki        | Japon                | Miyazaki Athletic Stadium                | 7-17 octobre           |
| 9  | 1991  | Turku           | Finlande             | Stade Paavo-Nurmi                        | 18-28 juillet          |
| 8  | 1989  | Eugene          | États-Unis           | Hayward Field                            | 27 juillet-6 août      |
| 7  | 1987  | Melbourne       | Australie            | Olympic Park Stadium                     | 29 novembre-6 décembre |
| 6  | 1985  | Rome            | Italie               | Stade olympique                          | 22-30 juin             |
| 5  | 1983  | San Juan        | Porto Rico           | Stade Sixto-Escobar                      | 23-30 septembre        |
| 4  | 1981  | Christchurch    | Nouvelle-Zélande     | Queen Elizabeth II Park                  | 7-14 janvier           |
| 3  | 1979  | Hanovre         | Allemagne de l'Ouest | Niedersachsenstadion                     | 27 juillet-2 août      |
| 2  | 1977  | Göteborg        | Suède                | Slottsskogsvallen                        | 8-13 août              |
| 1  | 1975  | Toronto         | Canada               | Centennial Park Stadium                  | 11-16 août             |

### En salle
| N° | Année | Ville            | Pays         | Lieu                                  | Date       |
| -- | ----- | ---------------- | ------------ | ------------------------------------- | ---------- |
| 10 | 2025  | Gainesville      | États-Unis   | Alachua County Sports & Events Center | 23-30 mars |
| 9  | 2023  | Toruń            | Pologne      | Arena Toruń                           | 25-31 mars |
| 8  | 2019  | Toruń            | Pologne      | Arena Toruń                           | 24-30 mars |
| 7  | 2017  | Daegu            | Corée du Sud | Daegu Athletics Promotion Center      | 19-25 mars |
| 6  | 2014  | Budapest         | Hongrie      | SYMA Sports Centre                    | 25-30 mars |
| 5  | 2012  | Jyväskylä        | Finlande     | Hippos Hall                           | 3-8 avril  |
| 4  | 2010  | Kamloops         | Canada       | Tournament Capital Centre             | 2-7 mars   |
| 3  | 2008  | Clermont-Ferrand | France       | Stadium Jean-Pellez                   | 17-22 mars |
| 2  | 2006  | Linz             | Autriche     | TipsArena Linz                        | 15-20 mars |
| 1  | 2004  | Sindelfingen     | Allemagne    | Glaspalast Sindelfingen               | 10-14 mars |